# Ян Йостен ван Лоденстейн

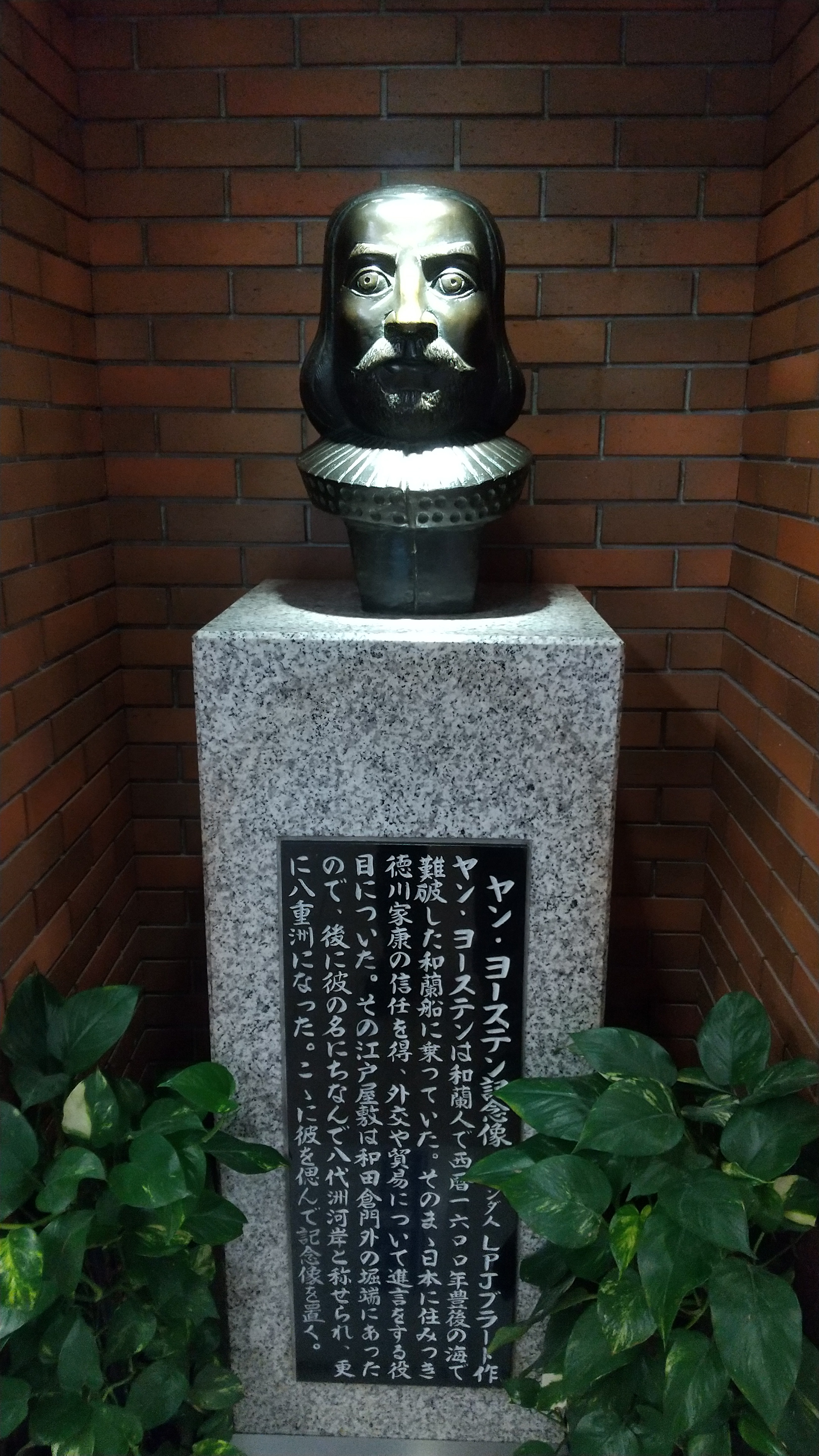
Пам'ятна стела Яну Йостену і кораблю на якому він прибув до Японії — "Ліфде" (район Яесу, Токіо).

Ян Йо́стен ван Ло́денстейн (нід. Jan Joosten van Lodensteijn, 1560—1623) — голландський мореплавець і торговець, який вперше досяг Японського архіпелагу разом із Вільямом Адамсом. Відомий під японським іменем Яйосу (耶楊子). Скорочено — Ян Йостен.
Йостен лобіював інтереси голландської торговельної факторії, сприяючи витісненню з японського ринку католицьких конкурентів — купців Іспанії та Португалії. Він виконував обов'язки радника сьоґуна Токуґави Іеясу з зовнішньополітичних та торгових питань. Йостен також був одним з тих, хто підштовхнув японську владу до заборони християнства в країні.
За наказами сьоґунату Токуґави Йостен неодноразово організовував торговельні експедиції до Південно-Східної Азії. У 1623 році, під час повернення з Батавії (суч. Джакарта, Індонезія), його човен затонув у Південно-Китайському морі.
Від імені Йостена походить назва сучасного району Яесу в Токіо, де була його садиба.
| Прапор Японії | Це незавершена стаття про Японію. Ви можете допомогти проєкту, виправивши або дописавши її. |